# Hős6os: A sorozat
A Hős6os: A sorozat (eredeti cím: Big Hero 6: The Series) 2017 és 2021 között vetített amerikai televíziós számítógépes animációs kalandsorozat, amelynek Mark McCorkle, Bob Schooley és Nick Filippi alkotott.
Premierje a Disney XD-n 2017. november 20-án volt Amerikában, a sorozat vetítése után került sor a Disney XD-n a 2014-es Hős6os című Disney-film bemutatására. A sorozat a film folytatása. Magyarországon a Disney Channel mutatta be 2018. október 15-én.

## Ismertető
A sorozat közvetlenül a mozifilm vonalát folytatja. Az első rész a film befejezésének kibővített változata. Bemutatja, hogy Hiro hogyan építette újjá fáradságos munka és eszelős kalandok árán Baymaxet. Az is kiderül, hogy Hiro barátai (Wasabi, Mézvirág, és GoGo) eleinte ódzkodtak attól, hogy folytassák szuperhősi tevékenységüket, mígnem a képregény-rajongó Fred meggyőzte őket, hogy San Fransokyo lakosságának szüksége van a védelmezésre, ki tudja, mikor bukkan fel egy újabb gonosztevő (ő állt elő egyúttal a Hős6os elnevezéssel is). A sorozat egyes epizódjai azt mutatják be, hogy a csapat miként védelmezi a várost újabb és újabb gonoszoktól és katasztrófáktól, közös erőfeszítéssel, miközben a normális élet kihívásaival is meg kell küzdeniük.
Hiro megkezdi tanulmányait a San Fransokyo-i Technológiai Egyetemnél, ám legfiatalabb hallgatóként egy csomó zseniális elme között nincs egyszerű dolga. El kell nyernie az egyetem újdonsült dékánjának jóindulatát, akinek, mint kiderül, sötét titkai vannak a múltból. Komoly riválisa is akad, Karmi, egy 14 éves, szintén az egyetemen tanuló csodagyerek személyében (aki egyúttal olthatatlanul szerelmes Hiro szuperhős alteregójába). A csapatnak meg kell őrizniük a szuperhős kilétük titkát, egyúttal meg kell tanulniuk csapatban dolgozni, ami nem mindig olyan egyszerű, mint amilyennek tűnik, még annak ellenére is, hogy mindannyian jó barátok. Emellett meg kell oldaniuk egy komoly rejtélyt is: ki kell deríteniük, ki az a titokzatos gonosztevő, aki folyamatosan megfigyeli őket, mindent tud róluk, és, aki minden bűnügy elkövetése mögött áll, a háttérből mozgatva a szálakat. Ki kell deríteniük, mi az a veszélyes terv, amivel az egész várost fenyegeti, és, hogy mi az a rejtélyes kapocs, ami összeköti őket vele – legfőképpen Hiróval...

## Szereplők

### Visszatérő szereplők
| Szereplő                    | Eredeti hang         | Magyar hang                                                                                |
| --------------------------- | -------------------- | ------------------------------------------------------------------------------------------ |
| Hiro Hamada                 | Ryan Potter          | Bogdán Gergő                                                                               |
| Baymax                      | Scott Adsit          | Rajkai Zoltán                                                                              |
| GoGo Tomago                 | Jamie Chung          | Bogdányi Titanilla                                                                         |
| Mézvirág                    | Génesis Rodríguez    | Zsigmond Tamara                                                                            |
| Wasabi                      | Khary Payton         | Pavletits Béla                                                                             |
| Fred                        | Brooks Wheelan       | Bozsó Péter                                                                                |
| Cass néni                   | Maya Rudolph         | Bozó Andrea                                                                                |
| Heathcliff                  | David Shaughnessy    | Harsányi Gábor                                                                             |
| Alistair Krei               | Alan Tudyk           | Horváth-Töreki Gergely (1. hang) Széles Tamás (2. hang) Varga Gábor (31. rész, egy mondat) |
| Jama                        | Paul Briggs          | Faragó András                                                                              |
| Fred apja                   | Stan Lee (1–2. évad) | Kajtár Róbert                                                                              |
| Judy, Krei asszisztense     | Laura Silverman      | Németh Kriszta (1. évad) Sipos Eszter Anna (2. évad)                                       |
| Tadashi Hamada              | Daniel Henney        | Fehér Tibor                                                                                |
| Robert Callaghan professzor | James Cromwell       | Gyurin Zsolt                                                                               |
| Mérkőzésvezető              | Charlotte Gulezian   | Réti Szilvia                                                                               |

### Újdonsült szereplők
| Szereplő                   | Eredeti hang             | Magyar hang                                         |
| -------------------------- | ------------------------ | --------------------------------------------------- |
| Grace Granville professzor | Jenifer Lewis            | Koncz-Kiss Anikó                                    |
| Sarah                      | Jenifer Lewis            | Kocsis Mariann                                      |
| Obake / Bob Aken           | Andrew Scott             | Orosz Ákos                                          |
| Taknyi / Dibbs             | Andy Richter             | Csere László Galbenisz Tomasz (2x6)                 |
| Orso Knox                  | Fred Tatasciore          | Papucsek Vilmos                                     |
| Rabló Karl                 | Diedrich Bader           | Papucsek Vilmos (1. évad) Tokaji Csaba (2-3. évad)  |
| Gus                        | Diedrich Bader           | Penke Bence                                         |
| Bluff Dunder               | Diedrich Bader           | Orosz Gergő (1. évad) Rábai Balázs (2–3. évad)      |
| öregember                  | Diedrich Bader           | Pálfai Péter                                        |
| Mr. O'Hare                 | Scott Adsit              | Pálfai Péter                                        |
| Rendőr                     | Scott Adsit              | Bergendi Áron                                       |
| Kato nyomozó               | Eric Bauza               | Bergendi Áron                                       |
| Fred anyja                 | Susan Sullivan           | Rátonyi Hajni                                       |
| Richardson Mole            | Sean Giambrone           | Seszták Szabolcs                                    |
| Dr. Mel Meyers             | John Ross Bowie          | Pál Tamás                                           |
| Diego Cruz                 | Nestor Carbonell         | Pál Tamás                                           |
| Karmi                      | Haley Tju                | Gyöngy Zsuzsa                                       |
| Von Báró Gőzös             | Jeff Bennett             | Kassai Károly (1. évad) Dézsy Szabó Gábor (2. évad) |
| Barb                       | Katy Mixon               | Nádasi Veronika                                     |
| Juniper                    | Sophie Reynolds          | Csuha Bori                                          |
| Momakase                   | Naoko Mori               | Sallai Nóra                                         |
| Bolton Gramersi            | Gordon Ramsay            | Czető Roland                                        |
| Trevor Trengrove           | Andy Daly                | Czető Roland                                        |
| Chris                      | Ben Feldman              | Czető Roland                                        |
| Ned Ludd                   | Jon Rudnitsky            | Sarádi Zsolt (1. évad) Forgács Gábor (2. évad)      |
| Greg Jack                  | Rob Riggle               | Szabó Máté                                          |
| Jack                       | Kevin Michael Richardson | Bognár Tamás                                        |
| El Fuego                   | Horatio Sanz             | Bognár Tamás                                        |
| Jaq                        | Kerri Kenney             | Sági Tímea                                          |
| Shira doktornő             | Kerri Kenney             | Antal Olga                                          |
| Yum Labouché               | Alton Brown              | Kisfalusi Lehel                                     |
| Mr. Sparkles               | Patton Oswalt            | Vida Péter                                          |
| Nudli Burger Boy           | Lucas Neff               | Járai Máté                                          |
| Wendy Wower                | Riki Lindhome            | Andrádi Zsanett                                     |
| Brooke                     | Kari Wahlgren            | Kobela Kíra                                         |
| kisfiú                     | Kari Wahlgren            | Simonyi Réka                                        |
| biztonsági rendszer        | Kari Wahlgren            | Pupos Tímea                                         |
| gyerek                     | Kari Wahlgren            | Kelemen Noel                                        |
| Hiper-hippo                | Kari Wahlgren            | Zakariás Éva                                        |
| Művészetvezető             | James Urbaniak           | Csiby Gergely                                       |
| Lenore Shimamoto           | Jeanne Sakata            | Menszátor Magdolna                                  |
| Mini-Max                   | John Michael Higgins     | Kerekes József                                      |
| Liv Amara                  | Mara Wilson              | Kis-Kovács Luca                                     |
| Stan                       | Khary Payton             | Bolla Róbert                                        |
| Trina                      | Christy Carlson Romano   | Csifó Dorina                                        |
| Megan Cruz                 | Isabella Gomez           | Ruszkai Szonja                                      |
| Szuperszonikus             | Jane Lynch               | Farkasinszky Edit                                   |
| Nagyfény / Ian             | Will Friedle             | Fekete Zoltán                                       |
| Basemax                    | Zehra Fazal              | Solecki Janka                                       |
| Celine Simard / Sirque     | Jessica Paré             | Sánta Annamária                                     |
| Éhes Panda                 | Nicole Sullivan          | Nemes Takách Kata                                   |
| Gombi                      | Cree Summer              | Makay Andrea                                        |
| Nyuszi busz                | Génesis Rodríguez        | Zsigmond Tamara                                     |
| Kobra                      | Kirby Howell-Baptiste    | Törtei Tünde                                        |
| Olivia Mole                | Nichole Bloom            | Molnár Ilona                                        |
| Dae                        | Nichkhun                 | Kádár-Szabó Bence                                   |
| Hyun-Ki                    | Nichkhun                 | Magyar Bálint                                       |
| Kwang-Sun                  | Jae Park                 | Kovács Lehel                                        |
| Ye Joon                    | Jae Park                 | Juhász Levente                                      |

## Magyar változat
A szinkront a Disney Channel megbízásából az SDI Media Hungary készítette.
- Magyar szöveg: Borsiczky Péter (1-3. évad)
- Dalszöveg: Szente Vajk (1-11. 14-15., 22., 24.), Szalay Csongor (12. 18-21.), Nádasi Veronika (13., 16-17., 23., 2-3. évad)
- Hangmérnök: Kállai Roland (1-10., 12-13. 16-24.), Házi Sándor (11., 14-15.), Schuták László (2-3. évad), Regenye András (3. évad)
- Vágó: Pilipár Éva (1-10., 12-14., 16-17.), Házi Sándor (11., 15.), Kránitz Bence (18-21.), Wünsch Attila (22-24.), Schuták László (2-3. évad)
- Gyártásvezető: Újréti Zsuzsa (1. évad), Derzsi Kovács Éva (2-3. évad)
- Zenei rendező: Nikodém Gerda (1. évad), Posta Victor (2-3. évad)
- Szinkronrendező: Csere Ágnes (1-10., 12-13. 16-24.) Somló Andrea Éva (11. 14-15.), Földi Levente (2-3. évad)
- Produkciós vezető: Máhr Rita (1. évad), Orosz Katalin (2-3. évad)
- További magyar hangok: Szabó Andor, Bálint Adrienn, Szrna Krisztián, Gyurin Zsolt, Bergendi Áron, Németh Attila István, Gardi Tamás, Kövesdi László, Szarvas Attila, Réti Szilvia, Szentirmai Zsolt, Kapu Hajni, Faragó József, Pintér Mónika, Bor László, Fekete Réka, Hám Bertalan, Bartók László, Umbráth László, Fehérváry Márton, Vámos Mónika, Posta Victor, Tarján Péter, Illés Dániel, Galiotti Barbara, Csere Ágnes, Kapácsy Miklós, Magyar Viktória

## Epizódok
| Évad | Évad | Epizódok | Eredeti sugárzás     | Eredeti sugárzás  | Magyar sugárzás   | Magyar sugárzás     |
| Évad | Évad | Epizódok | Évadpremier          | Évadfinálé        | Évadpremier       | Évadfinálé          |
| ---- | ---- | -------- | -------------------- | ----------------- | ----------------- | ------------------- |
|      | 1    | 24       | 2017. november 20.   | 2018. október 13. | 2018. október 15. | 2019. március 4.    |
|      | 2    | 25       | 2019. május 6.       | 2020. február 8.  | 2021. július 19.  | 2021. augusztus 20. |
|      | 3    | 10       | 2020. szeptember 21. | 2021. február 15. | 2021. október 2.  | 2021. október 31.   |